# Ty - supermodel
Ty - supermodel (tiếng Nga: "Ты - супермодель"; tiếng Anh: "You are a supermodel"; tiếng Việt: "Bạn là siêu mẫu") là một chương trình truyền hình thực tế của Nga trên kênh STS, trong đó các thí sinh tham vọng sẽ thi đấu với nhau để giành giải thưởng chính là 1 hợp đồng người mẫu quốc tế trị giá $250.000. Host cho hai mùa đầu tiên là Fyodor Bondarchuk, sau đó Alexander Tsekalo đã tiếp nhận cho mùa 3 và vợ của Fyodoe, Svetlana Bondarchuk đảm nhiệm vai trò host của mùa 4.
Chương trình đã dừng lại vào 2007 và quay lại vào 4 năm sau với tên Top Model po-russki ở kênh Muz-TV.

## Tóm tắt chương trình
Trong 5 tuần, những thí sinh được chọn từ khắp cả nước sẽ sinh sống cùng nhau ở Moscow và phải đối mặt với các phần thi khác nhau trong buổi chụp hình, thử thách, thể thao và giải trí. Vào cuối mỗi tập phim sẽ diễn ra một vòng loại trừ, nơi ít nhất một cô gái sẽ phải về nhà cho đến khi chỉ có một cô gái còn lại.
Những khuôn mặt nổi bật của ngành giải trí và người mẫu của Nga sẽ được mời đến làm cố vấn hoặc giám khảo khách mời, đưa ra ý kiến của họ và giúp quyết định việc loại bỏ vào cuối chương trình.

## Các mùa
| Mùa | Phát sóng           | Quán quân            | Á quân                          | Các thí sinh theo thứ tự bị loại | Tổng số thí sinh |
| --- | ------------------- | -------------------- | ------------------------------- | --- | ---------------- |
| 1   | 27 tháng 3 năm 2004 | Ksenia Kahnovich     | Aleksandra Oleynik              | Olga Sandrakova, Elena Umnova, Anastasia Polunina, Natalya Churayeva, Olga Shekhereva, Veronika Nedorub, Ksenia Pirozhkova & Varvara Serova, Anastasia Salozubova & Evgenia Tolstikova, Yulia Oleynik & Yulia Vorobieva                              | 14               |
| 2   | 29 tháng 1 năm 2005 | Svetlana Sergienko   | Arina Morozova                  | Kristina Andreeva, Alena Tsepova, Ekaterina Borisova, Darya Ivanova, Yulia Ivanova, Anna Borodina, Svetlana Kostechko, Tatyana Tanayeva, Natalya Malyutina, Ksenia Khizhnyak, Anastasia Titova                                                       | 13               |
| 3   | 15 tháng 1 năm 2006 | Tatyana Pekurovskaya | Viktoria Maruseva               | Olga Vyatkina & Polina Lynova, Olga Kagarlitskaya, Vera Kirienko (bỏ cuộc), Svetlana Zavialova, Olga Volkova, Maya Puzhaeva (bỏ cuộc), Ekaterina Lomachinskaya, Elena Volkova, Aleksandra Gurkova, Elvira Teslina, Aleksandra Kesova, Anna Petukhova | 15               |
| 4   | 6 tháng 10 năm 2007 | Tatyana Krokhina     | Alevtina Kuptsova Yulia Kuchina | Marta Georgieva, Anna Belova, Dana Borisenko, Irina Tokareva, Anastasia Bogushevskaya, Yulia Zavyalova, Darya Sverchkova, Lyudmila Krimer, Irina Galushkina, Aleksandra Lobanova                                                                     | 13               |